# 平德街道
平德街道是中华人民共和国山西省大同市云冈区下辖的一个街道。2021年3月，设立平德街道。以原和顺街道的泰兴里、泰文里、泰清里、泰祥里、泰盛里、泰惠里6个社区居委会的行政区域为平德街道的行政区域。

## 行政区划
平德街道下辖泰兴里、泰文里、泰清里、泰祥里、泰盛里、泰惠里6个社区居委会。